# Iris Kyle
Pour les articles homonymes, voir Carter et Kyle.
 (janvier 2013).
Iris Kyle (née Mildred Carter) est une culturiste américaine professionnelle qui a remporté dix fois le titre de Ms. Olympia (en) (compétition féminine de l’IFBB) au classement général, et une fois en catégorie poids lourds.

## Biographie
Iris Kyle est née le 22 août 1974 à Benton Harbor dans l'État du Michigan ; elle est la deuxième cadette d'une fratrie de six enfants (quatre frères et une sœur) et a débuté dans le sport par la course à pied ainsi que le basket-ball et le softball, ce qui lui a valu au cours de sa scolarité plusieurs offres d'établissements souhaitant l'intégrer à leur équipe sportive. De fait, ayant obtenu une bourse athlétique de l'université d'État Alcorn dans le Mississippi pour ses talents de basketteuse, elle se spécialise en administration des affaires.
En septembre 2014, elle remporte pour la dixième fois le titre de Ms. Olympia (en) et annonce sa retraite internationale[réf. nécessaire].

## Carrière culturiste
- 1994 : NPC Long Beach Muscle Classic – 1re
- 1994 : Ironmaiden Championships – 2e (poids moyens)
- 1996 : Orange County Muscle Classic – 1re (poids lourds toutes catégories)
- 1996 : NPC California – 1re (poids lourds et toutes catégories)
- 1996 : NPC USA Championships – 2e (poids lourds )
- 1997 : NPC USA Championships – 3e (poids lourds )
- 1997 : NPC Nationals – 4e (poids lourds )
- 1998 : NPC USA Championships – 1re (poids lourds et toutes catégories)
- 1999 : IFBB Ms. International – 15e
- 1999 : IFBB Ms. Olympia – 4e
- 1999 : IFBB Pro World Championship – 2e
- 2000 : IFBB Ms. International – 3e/disqualifiée
- 2000 : IFBB Ms. Olympia – 5e (poids lourds)
- 2001 : IFBB Ms. International – 2e (poids lourds)
- 2001 : IFBB Ms. Olympia – 1re (poids lourds )
- 2002 : IFBB Ms. International – 2e (poids lourds)
- 2002 : IFBB Ms. Olympia – 2e (poids lourds)
- 2002 : IFBB GNC Show of Strength – 2e (poids lourds)
- 2003 : IFBB Ms. Olympia – 2e (poids lourds)
- 2004 : IFBB Ms. International – 1re (poids lourds)
- 2004 : IFBB Ms. Olympia – 1re (poids lourds et toutes catégories)
- 2005 : IFBB Ms. Olympia – 2e
- 2006 : IFBB Ms. International – 1re
- 2006 : IFBB Ms. Olympia – 1re
- 2007 : IFBB Ms. International – 1re
- 2007 : IFBB Ms. Olympia – 1re
- 2008 : IFBB Ms. International – 7e
- 2008 : IFBB Ms. Olympia – 1re
- 2009 : IFBB Ms. International – 1re
- 2009 : IFBB Ms. Olympia – 1re
- 2010 : IFBB Ms. International – 1re
- 2010 : IFBB Ms. Olympia – 1re
- 2011 : IFBB Ms. International – 1re
- 2012 : IFBB Ms. Olympia – 1re
- 2013 : IFBB Ms. Olympia – 1re
- 2014 : IFBB Ms. Olympia – 1re